# 阿尔维娜·阿拉梅采

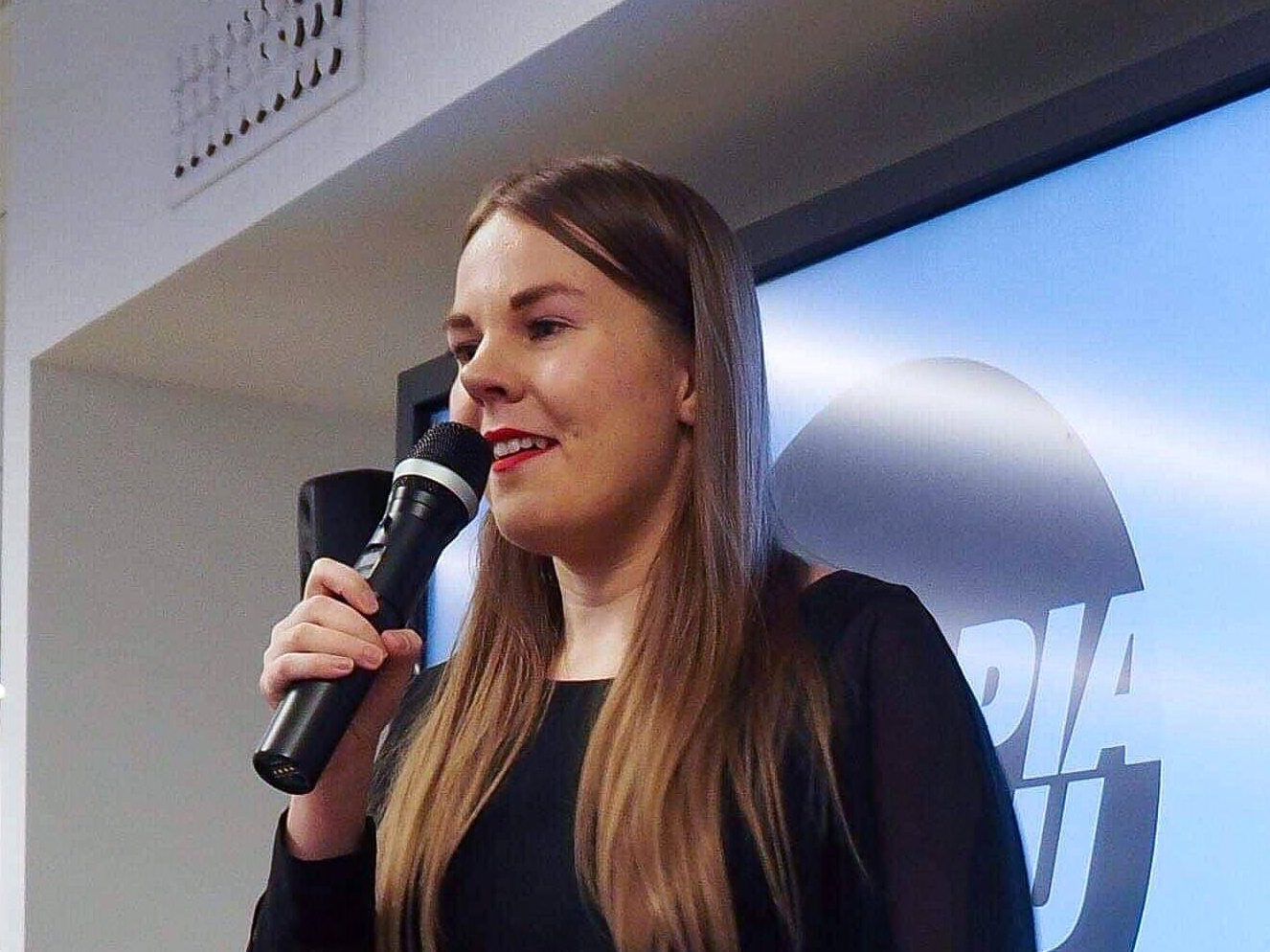
阿尔维娜·阿拉梅采，2019年2月

阿尔维娜·阿拉梅采（芬蘭語：Alviina Alametsä，1992年9月29日—），姓氏又译为阿菈美薩，是芬兰绿色联盟的从政人物。她是赫尔辛基的市议员，并曾主持其平等委员会。她也曾是心理健康组织 Mielenterveyspooli 的项目领导人。2020年初英國脫歐後，歐洲議會為芬蘭新增一個席位，由她遞補。

## 教育和职业生涯
2011年阿拉梅采毕业于约凯拉高中。當约凯拉校园枪击事件发生時她在該學校上九年级。
从2011年至2014年阿拉梅采在赫尔辛基大学讀政治学，專攻國際政治。她上大学的時候也活跃在学生联盟和管理机构，並参加學生聯盟辦的企业活動。
大学毕业后，阿拉梅采曾在危机管理倡议組織工作。随后从2017年到2018年为佩卡·哈維斯托在芬兰议会的助理。

## 政治
阿拉梅采在2017年經綠色聯盟提名，當選赫尔辛基市議員。她在2015年和2019年落選國會議員，但后来在2019年她成为芬兰在欧洲议会的候補議員，即英國脫歐完成時，分配给芬蘭的新席位由她於2020年2月1日遞補。
她的政策興趣包括國家安全政策、外交政策、心理健康、自然和环境保护、及性少数群体的医疗保健。

## 外部連結
- 官方网站